# Hawaiia minuscula
Hawaiia minuscula is een slakkensoort uit de familie van de Pristilomatidae. De wetenschappelijke naam van de soort is voor het eerst geldig gepubliceerd in 1841 door Binney.